# Литл-Сент-Джеймс
Литл-Сент-Джеймс (англ. Little Saint James) — маленький частный остров на Виргинских островах США. Расположен к юго-востоку от острова Сент-Томас. С 1998 по 2019 год принадлежал американскому финансисту, Джеффри Эпштейну, осуждённому за организацию проституции и тысячи случаев изнасилования несовершеннолетних американскими и европейскими миллиардерами. В публицистике остров более известен, как остров Эпштейна.
Свидетели обвинения в последнем из уголовных дел против Эпштейна утверждали, что он удерживал на территории острова несовершеннолетних девочек и насиловал их.

## География
Площадь острова составляет 28-32 гектара. Расположен он к юго-востоку от соседнего острова Грейт-Сент-Джеймс недалеко от южного побережья Сент-Томаса.

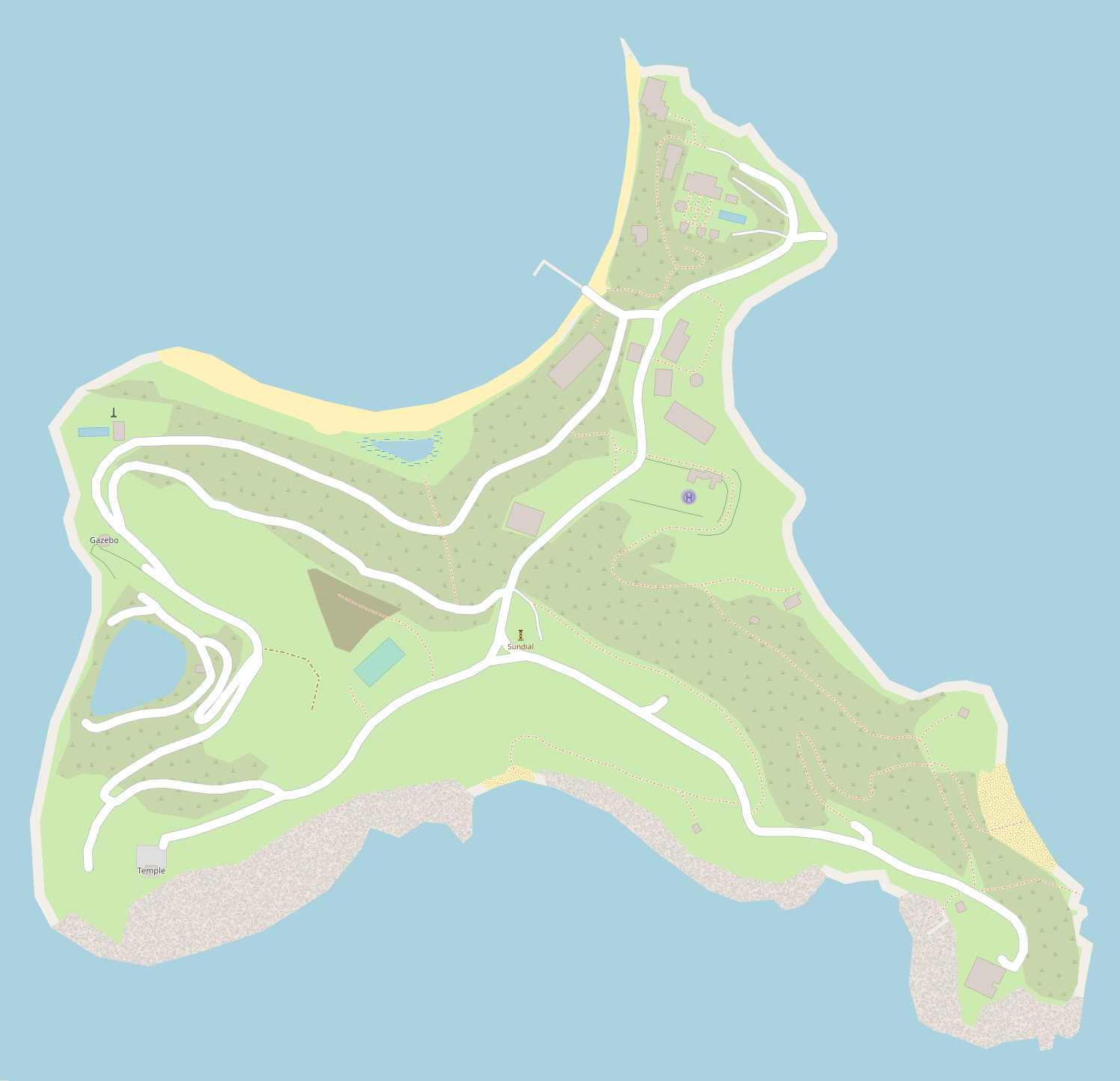
Карта острова

## Владельцы острова
В 1997 году он принадлежал венчурному капиталисту по имени Арч Каммин, который выставил остров на продажу за 10,5 миллионов долларов. В апреле 1998 года фирма, принадлежащая Джеффри Эпштейну, купила остров за 7,95 миллионов долларов. После смерти Эпштейна в 2019 году остров оценивался в 63 874 223 доллара.
В марте 2022 года остров вместе с соседним Грейт-Сент-Джеймсом были проданы за 125 миллионов долларов. Деньги, полученные от продажи, были использованы для урегулирования судебных исков против на тот момент покойного Джеффри Эпштейна. В мае 2023 года миллиардер Стивен Декофф объявил о приобретении островов Грейт-Сент-Джеймс и Литл-Сент-Джеймс за 60 миллионов долларов.

## Инфраструктура
В 1997 году на острове располагалось основное поместье, три гостевых коттеджа, дом смотрителя, система опреснения воды, вертолётная площадка, музыкальный павильон и причал. В 2008 году в поместье Эпштейна на Литл-Сент-Джеймсе работало 70 человек.

## Посетители
Согласно показаниям Вирджинии Джуффре против Джеффри Эпштейна на острове пребывал принц Эндрю и 42-й президент США Билл Клинтон. Со вторым, по словам Вирджинии, Джеффри Эпштейн принуждал её к сексу. Как минимум, один раз на острове бывали миллиардер Лес Векснер, банкир Джеймс Стейли и физик Стивен Хокинг. Однако неизвестно, участвовали ли посетители в оргиях, а тем более, растлении несовершеннолетних.
В августе 2019 года после смерти Эпштейна агенты ФБР провели на острове обыск. Компьютеры на острове были изъяты, чтобы стать частью расследования, документы которого были опубликованы в январе 2024 года.